# McArthur (California)
McArthur es un lugar designado por el censo ubicado en el condado de Shasta en el estado estadounidense de California. En el año 2000 tenía una población de 365 habitantes y una densidad poblacional de 140 personas por km². Se encuentra a orillas del curso medio del río Pit, un afluente del río Sacramento, el principal río de California, que discurre por el norte del estado.

## Geografía

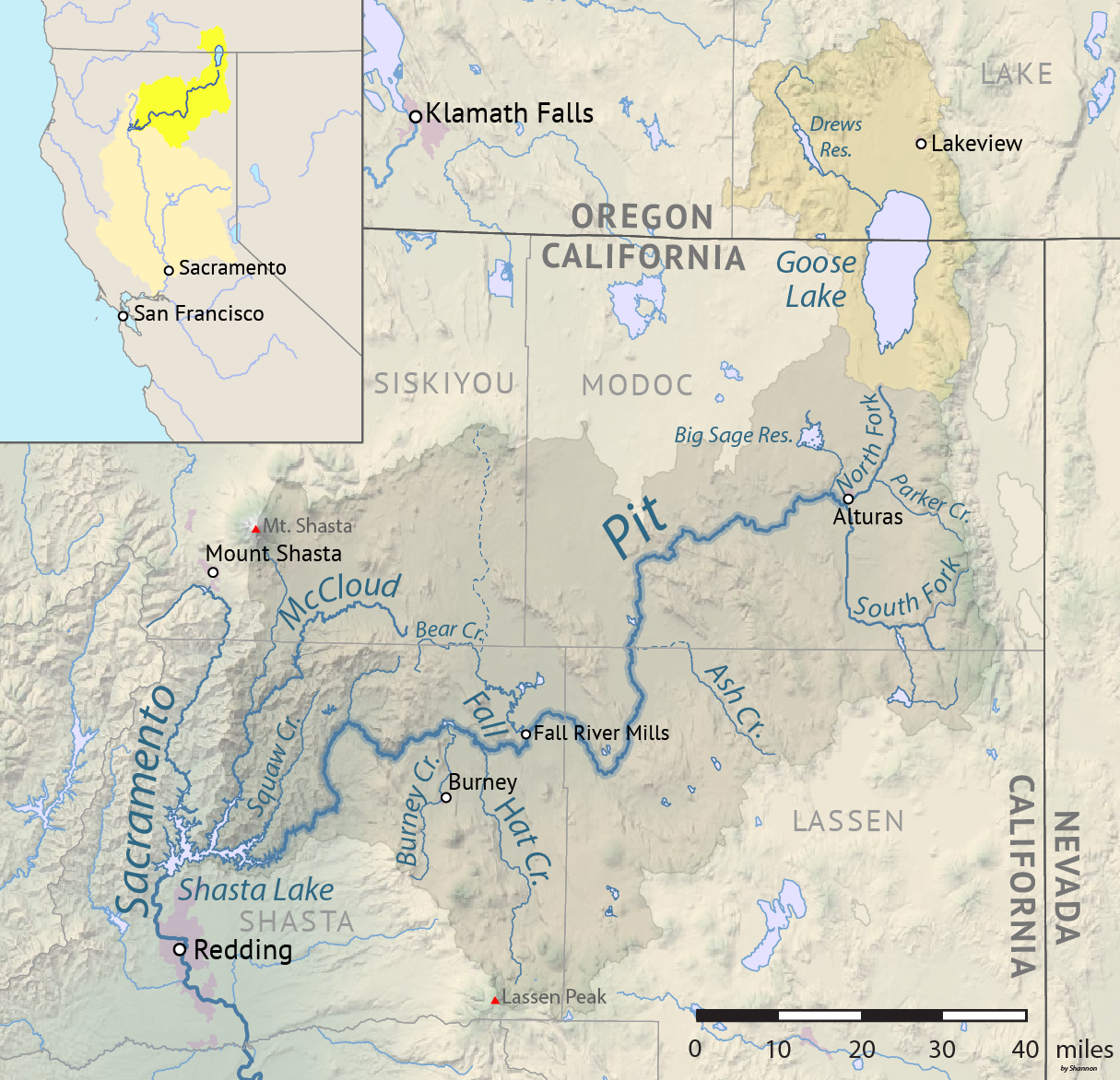
Mapa de la cuenca del río Pit en el que se observa la ciudad de McArthur, en el curso medio del río

McArthur se encuentra ubicado en las coordenadas 41°3′2″N 121°23′59″O / 41.05056, -121.39972. Según la Oficina del Censo, la ciudad tiene un área total de 2,6 km² (1 mi²), de la cual 2,6 km² (1 mi²) es tierra y 0 km² (0 mi²) (0%) es agua.

## Demografía
Según la Oficina del Censo en 2000 los ingresos medios por hogar en la localidad eran de $16,116, y los ingresos medios por familia eran $23,125. Los hombres tenían unos ingresos medios de $27,188 frente a los $19,750 para las mujeres. La renta per cápita para la localidad era de $9,813. Alrededor del 36.0% de la población estaban por debajo del umbral de pobreza.